# Lambrusco Salamino di Santa Croce
Unter der Bezeichnung Lambrusco Salamino di Santa Croce werden Perl- und Schaumweine erzeugt. Das Anbaugebiet hierfür liegt in der Provinz Modena in der Emilia-Romagna und besitzt seit 1970 eine „kontrollierte Herkunftsbezeichnung“ (Denominazione di origine controllata – DOC), die zuletzt am 7. März 2014 aktualisiert wurde.

## Anbaugebiet
Anbau und Vinifikation der Produkte ist nur gestattet in den Gemeinden Cavezzo, Concordia sulla Secchia, Medolla, Novi, San Felice sul Panaro, San Possidonio sowie in Teilen der Gemeinden von Campogalliano, Camposanto, Carpi, Finale Emilia, Mirandola, Modena und Soliera – alle in der Provinz Modena.
Im Jahr 2017 wurden 212.202 Hektoliter DOC-Wein erzeugt.

## Erzeugung
Es werden nur rote und rosafarbene Perl- und Schaumweine (Spumante) erzeugt, jeweils in den Ausführungen Lambrusco Salamino di Santa Croce und Lambrusco Salamino di Santa Croce Rosato. Die Erzeugnisse sind Cuvées aus mindestens 85 % der Rebsorte Lambrusco Salamino. Höchstens 15 % andere Lambruschi und/oder Ancellotta und/oder Fortana dürfen – einzeln oder gemeinsam – zugesetzt werden.